# 王成斌
王成斌（1928年—），山东莱州人，中国人民解放军中将。
1944年，王成斌参加八路军，并任胶东军区学兵团学员、东海独立团1营3连战士、班长、文书，一营营部会计、书记、机炮连政治干事，6师16团参谋处参谋。1947年，任华东野战军第13纵38师112团参谋、2连副连长、连长。中华人民共和国成立后，任中国人民解放军第31军92师274团2营副营长、营长。1953年，任军团副参谋长兼作训股股长、团副参谋、团长、师参谋长、师长、副军长。1983年，任南昌陆军学校校长。1985年，任南京军区副司令员，后授中将军衔。1990年4月至1993年12月，任北京军区司令员。
| 中国人民解放军职务 | 中国人民解放军职务                                | 中国人民解放军职务 |
| ------------------ | ------------------------------------------------- | ------------------ |
| 前任： 周衣冰      | 中国人民解放军北京军区司令员 1990年4月-1993年12月 | 繼任： 李来柱      |